# Daichi Sugimoto
Daichi Sugimoto (杉本 大地 Sugimoto Daichi?), född 15 juli 1993 i Kanagawa prefektur, är en japansk fotbollsspelare.
Sugimoto började sin karriär 2012 i Kyoto Sanga FC. Han spelade 12 ligamatcher för klubben. 201 flyttade han till Tokushima Vortis. Efter Tokushima Vortis spelade han för Yokohama F. Marinos och Júbilo Iwata.